# SiSoft Sandra
SiSoftware Sandra — системный анализатор для 32- и 64-битных версий Windows, включающий в себя тестовые и информационный модули. Sandra объединяет возможности для сравнения производительности как на высоком, так и на низком уровне.

## Описание
Возможности программы:
- получение сведений о процессоре, чипсете, видеокарте, портах, принтерах, звуковой карте, памяти, сети, AGP, соединениях ODBC, USB 2.0, Firewire и т. д;
- сохранять/распечатывать/отправлять по факсу и электронной почте/загружать на сервер или вставлять в базу данных ADO/ODBC отчёты в текстовом, HTML, XML, SMS/DMI или RPT форматах;
- поддержка множества источников для сбора информации, в том числе: удалённые компьютеры, КПК, смартфоны, базы данных ADO/ODBC или сохранённые отчёты;
- все тесты оптимизированы как для SMP, так и для SMT (hyper-threading), поддерживая до 32/64 процессоров в зависимости от платформы;

### Редакции
Программа распространяется в 4 редакциях: Lite (бесплатная), Professional Personal (домашняя), Professional Business (коммерческая), Engineer (инженерная) и Enterprise (корпоративная).

## Критика
В 2005 году, 3DNews, в рамках группового обзора 6 программ, назвал SiSoft Sandra самой лучшей программой в своем роде. В качестве достоинств указаны наличие бесплатной версии, встроенный стресс-тест и большое количество бенчмарков, а также подробную информацию о комплектующих. Из недостатков названы большой размер программы и некоторые погрешности русификации
В 2010 году, журнал ComputerBild, присудил утилите 2 и 3 места (платная и бесплатная версия соответственно) в групповом тесте 6 программ-анализаторов, выставив программе Sandra оценку «хорошо». Среди достоинств отмечались информация о множестве устройств, а также тесты функциональности и производительности. Среди недостатков были отмечены неверные сведения некоторых распознанных устройствах.

## Системные требования
Поддерживаются операционные системы
- - Windows Client
    - Windows 11, 10 (x86*, x64, ARM*, Arm64)
    - Windows 8.1*, 8.0*, 7* (x86*, x64)

  - Windows Server / Hyper-V Server
    - Windows Server 2025/vNext** (x64, Arm64)
    - Windows Server 2022, 2019, 2016 LTSC (x64)
    - Windows Server 2012/R2*, 2008/R2* (x64)